# 대내상
대내상(大內相)은 발해에서 사용하던 관직이다. 발해의 행정기관 선조성(宣詔省), 중대성(中臺省), 정당성(政堂省) 중 최고행정기관인 정당성(政堂省)을 관장하는 장관급의 관직으로, 지위는 선조성의 좌상과 중대성의 우상의 위이고, 밑에는 좌사정(左司政)과 우사정(右司政)을 두었다.